# Piotr Adamczyk (pisarz)
Piotr Adamczyk (ur. 29 czerwca 1958 we Wrocławiu) – polski pisarz i dziennikarz.

## Życiorys
Po studiach filozoficznych na Wydziale Filozoficzno-Historycznym Uniwersytetu Wrocławskiego (dyplom w 1983) rozpoczął pracę reportera i felietonisty w tygodniku „Sprawy i Ludzie”, kierowanym przez niemcoznawcę Juliana Bartosza. W 1990 brał udział w tworzeniu i redagowaniu pierwszej w Polsce pełnokolorowej, składanej komputerowo i drukowanej offsetem gazety codziennej „Dziennik Dolnośląski”, powstałej dzięki politycznemu poparciu Władysława Frasyniuka, skąd wraz z grupą dziennikarzy odszedł na znak protestu po przejęciu funkcji redaktora naczelnego gazety przez Ryszarda Czarneckiego.
Z reżyserem teatralnym i założycielem teatru „Kalambur” Bogusławem Litwińcem współtworzył miesięcznik satyryczny „Śmiech Europy”. Autor kilkuset reportaży i felietonów. Publikował m.in. w „Przeglądzie Tygodniowym”, „Prawie i Życiu”, „Tygodniku Obywatelskim”, „Słowie Polskim”, „Wieczorze Wrocławia”, „Gazecie Wrocławskiej”, „Polityce”, „Wprost”, „Pulsie Biznesu”, „Gazecie Wyborczej”. W latach 1997–2001 był redaktorem naczelnym dolnośląskiego dziennika „Słowo Polskie”. Laureat nagród za reportaże, dwukrotnie wyróżniony przez dolnośląskie środowisko dziennikarskie tytułem Dziennikarza Roku. W roku 2005 stypendysta Departamentu Stanu USA w ramach International Visitor Laedership Program.
Po powrocie z USA większy nacisk kłaść zaczął na twórczość literacką. W roku 2012 wydawnictwo „Dobra Literatura” opublikowało jego powieść pt. „Pożądanie mieszka w szafie” (wyd.II 2016). Jego druga powieść, „Dom tęsknot” (Agora 2014, wyd.II 2016), znalazła się na liście książek zakwalifikowanych do konkursu Literackiej Nagrody Europy Środkowej Angelus 2015. W 2018 roku opublikował dwie kolejne powieści: „Powiem ci coś” (Dobra Literatura, 2018) oraz „Fermę blond” (Agora, 2018).
Pozostałe publikacje literackie:
- Opowiadanie w języku angielskim: „Suicide Pole” w: „Dekadentzya. A literary journal from Poland”, Wydawnictwo Uniwersytetu Łódzkiego, ISNN 2080 – 4741, vol. 3. 2012.
- Powieść sensacyjna w stu odcinkach: „Tajemnica Beczek Grohmana”, „Express Ilustrowany”, czerwiec – wrzesień 2014[3][9].